# Paweł Popiel (1733–1809)
Paweł Popiel Chościak herbu Sulima (ur. 1733, zm. 28 maja 1809) – kasztelan sandomierski od 1784, kasztelan małogoski w latach 1777–1784, chorąży wiślicki w latach 1765–1777, stolnik wiślicki w latach 1760–1765, rotmistrz wojsk koronnych w latach 1773–1789, chorąży chorągwi pancernej królewicza Fryderyka Krystiana Wettyna w 1762 roku.

## Życiorys
Syn Konstantego, ojciec Onufrego i Konstantego. 
Poseł na sejm nadzwyczajny  1761 roku z województwa sandomierskiego. Członek konfederacji Andrzeja Mokronowskiego i poseł na sejm 1776 roku z województwa sandomierskiego. Był konsyliarzem Rady Nieustającej w latach 1777–1788. Członek Departamentu Wojskowego Rady Nieustającej w 1779 roku. Zasiadał w Asesorii Koronnej, w Komisji Skarbowej Koronnej, Komisji Kruszcowej. W czasie konfederacji barskiej zachował postawę regalistyczną. Był członkiem konfederacji Sejmu Czteroletniego. 
W 1780 roku odznaczony Orderem Orła Białego, w 1775 roku został kawalerem Orderu Świętego Stanisława. Pochowany został w Kunowie, w kościele parafialnym Chocimowa.